# Moudon (gemeente)
Moudon is een gemeente en plaats in het Zwitserse kanton Vaud en maakt sinds 1 januari 2008 deel uit van het district Broye-Vully. Voor 2008 was Moudon de hoofdplaats van het toenmalige district gelijknamige district. Moudon telt ca. 4300 inwoners (2015) en ligt op ongeveer 515 meter hoogte aan de Broye.
Het van oorsprong Gallo-Romeinse stadje kent nog veel middeleeuwse bouwwerken, zoals de Eglise St. Etiene met markante klokkentoren en patriciërshuizen uit de 16e en 17e eeuw. Delen van de stadsomwalling zijn hier en daar nog bewaard gebleven. In het hogere stadsdeel is een ruïne.

## Verkeer
Moudon heeft een treinstation met spoorverbindingen naar Payerne en Lausanne.

## Geboren
- Daniel Atienza (1974), wielrenner